# Vliegende Paard
Vliegende Paard is een plaats en woonkern van de West-Vlaamse gemeente Beernem, België. De woonkern staat bekend om zijn brouwerij, Vliegende Paard Brouwers.
Gemeente: Beernem     
Deelgemeenten: Oedelem · Sint-Joris
 Gehucht: Oostveld      Overige kernen: Vliegende Paard

Belgische gemeenten · Arrondissement Brugge · West-Vlaanderen · Vlaanderen